# Methanolinea
Methanolinea (лат.) — род архей из семейства Methanoregulaceae.

## Классификация
На июнь 2017 года в род включают 2 вида:
- Methanolinea mesophila Sakai et al. 2012
- Methanolinea tarda Imachi et al. 2008typus